# Karmala
Karmala è una città dell'India di 21.933 abitanti, situata nel distretto di Solapur, nello stato federato del Maharashtra. In base al numero di abitanti la città rientra nella classe III (da 20.000 a 49.999 persone).

## Geografia fisica
La città è situata a 18° 25' 0 N e 75° 12' 0 E e ha un'altitudine di 561 m s.l.m..

## Società

### Evoluzione demografica
Al censimento del 2001 la popolazione di Karmala assommava a 21.933 persone, delle quali 11.345 maschi e 10.588 femmine. I bambini di età inferiore o uguale ai sei anni assommavano a 2.987, dei quali 1.596 maschi e 1.391 femmine. Infine, coloro che erano in grado di saper almeno leggere e scrivere erano 15.638, dei quali 8.822 maschi e 6.816 femmine.